# Karl von Stremayr
Karl Ritter von Stremayr, född den 30 oktober 1823 i Graz, död 22 juni 1904 i Pottschach, var en österrikisk statsman.
von Stremayr deltog som medlem av stortyska partiet i 1848 års tyska nationalparlament och var därefter verksam i Graz som advokat och docent i juridik. År 1861 invald i Steiermarks lantdag, kallades han 1868 till ministerialråd i inrikesministeriet. Åren 1870–1879 beklädde han (med kortare avbrott) posten som undervisningsminister. I denna egenskap genomförde han upphävandet av konkordatet mellan Österrike och påvestolen (1870) och åstadkom åtskilliga reformer i kyrko- och skollagstiftning. Februari-augusti 1879 var von Stremayr ministerpresident och ingick därefter som justitieminister i Taaffes första kabinett, som han emellertid jämte övriga tyskliberala ministrar lämnade redan 1880. Han övergick då till högsta domstolen, vars president han 1891–1899 var. I det politiska livet deltog han inte mer.